# 官靖共
官靖共，山東萊州府平度州人，清朝政治人物。

## 生平
順治二年（1645年）舉乙酉科山東鄉試，順治三年（1646年）聯登丙戌科進士。順治七年，升任浙江按察使司佥事。管分守杭嘉湖道参议事。　